# انتخابات ریاست‌جمهوری مولداوی (۲۰۲۴)
انتخابات ریاست جمهوری مولداوی در ۲۰ اکتبر ۲۰۲۴ صورت گرفت و مرحله دوم آن در ۳ نوامبر برگزار شد. مایا ساندو، رئیس‌جمهور فعلی در دور اول پیروز شد و الکساندر استویانوگلو دادستان کل سابق دوم شد، در مرحله دوم انتخابات ساندو مجدداً اکثریت آرا را به دست آورد و برای دومین و آخرین بار به عنوان رئیس‌جمهور مولداوی انتخاب شد.